# Islamski Ruch Uzbekistanu
Islamski Ruch Uzbekistanu (IRU; uzb. Oʻzbekiston islomiy harakati) – radykalna organizacja islamska wywodząca się z Uzbekistanu.
Islamski Ruch Uzbekistanu został utworzony w połowie 1998 (na bazie radykalnych środowisk i organizacji religijnych) pod przywództwem Tohira Yoʻldosha (Tohira Juldaszewa) i Jumy Namangoniya (Dżumy Namanganiego) – stojących wcześniej (do jej likwidacji w 1992 przez władze uzbeckie) na czele działającej w Kotlinie Fergańskiej grupy islamistycznej Adolat.
Jej głównym celem było utworzenie w Uzbekistanie państwa muzułmańskiego. Następnie rozszerzyła swoje plany na całą Azję Centralną, w której miałby zostać utworzony ponadnarodowy kalifat, głosząc radykalne poglądy ruch zdobył poparcie Al-Ka’idy. IRU dążyła do obalenia prezydenta Uzbekistanu Isloma Karimova, wobec czego została ona oskarżona przez rząd Uzbekistanu o zorganizowanie zamachów w Taszkencie w lutym 1999 roku.
Jej założycielami byli Juma Namangoniy (obecnie prawdopodobnie nie żyje) oraz Tohir Yoʻldosh (zabity w nalocie w Południowym Waziristanie 27 sierpnia 2009), pochodzący z Namanganu, uzbeckiego miasta leżącego w Kotlinie Fergańskiej. Obaj brali wcześniej udział w wojnie domowej w Tadżykistanie (1992–1997).
Islamski Ruch Uzbekistanu dąży do osiągnięcia swoich celów głównie metodami terrorystycznymi i militarnymi. Do najbardziej spektakularnych akcji należą przede wszystkim tzw. kryzysy batkeńskie. W sierpniu 1999 bojownicy Islamskiego Ruchu Uzbekistanu przedarli się z Tadżykistanu do Uzbekistanu i Kirgistanu. W rejonie miasta Batken w Kirgistanie doszło do starć partyzantów IRU z wojskami uzbeckimi i kirgiskimi. Wzięto także zakładników. Do ponownego ataku IRU w tym samym rejonie doszło latem 2000 roku. Walki trwały do jesieni.
W końcu lat 90. nasiliły się represyjne działania władz uzbeckich wobec IRU. Jednocześnie uzbeckie formacje fundamentalistów islamskich zintensyfikowały działalność terrorystyczną. Przy czym administracja prezydenta Karimova wielokrotnie wykorzystywała oskarżenie o związki z muzułmańskimi terrorystami jako argument w walce z opozycją polityczną i organizacjami niezależnymi. Władze Uzbekistanu wskazywały na działalność terrorystów islamskich jako główną przyczynę wystąpień społecznych w Andiżanie w maju 2005.
Jednym ze źródeł utrzymania są dochody z przemytu narkotyków w regionie Azji Centralnej. Uważa się także, że IRU jest finansowany przez inne międzynarodowe grupy fundamentalistów islamskich oraz jest związana z Al-Ka’idą. W związku z tym zwalczany jest nie tylko przez władze Uzbekistanu i innych państw Azji Centralnej, ale również przez władze Stanów Zjednoczonych (IRU jest wpisany na listę organizacji terrorystycznych Departamentu Stanu USA).
W połowie 2015 roku lider IRU Usmon Gʻoziy zdeklarował, że ruch jest częścią Państwa Islamskiego. Wcześniej, w 2014 roku, ogłoszono sojusz z ISIS, jednak organizacja kontynuowała współpracę z afgańskimi Talibami. Ta została zerwana dopiero w marcu 2015. W lipcu 2016 roku powstała nowa frakcja w IRU, potępiająca Państwo Islamskie i powracająca do współpracy z Al-Ka’idą.